# Represa de Salto Grande
La Central Hidroeléctrica Binacional Salto Grande es una represa y central hidroeléctrica ubicada en el curso medio del río Uruguay, unos 15 km al norte de las ciudades uruguaya y argentina de Salto y Concordia, respectivamente.
Se trata de la primera central hidroeléctrica binacional de América Latina. La construcción de la represa se inició el 1 de abril de 1974 y la generación de energía eléctrica comenzó al inaugurarse la primera turbina el 21 de junio de 1979, mientras que el 25 de agosto de 1982 se habilitó el cruce vehicular y ferroviario internacional sobre el coronamiento de la represa. La última de las 14 turbinas generadoras de energía fue inaugurada el 27 de marzo de 1983.

## Historia
La idea de una represa sobre el Río Uruguay fue concebida originalmente por don Gregorio T. Soler quién presentó el primer pedido de otorgamiento de una concesión para explotar energía eléctrica en la zona del Salto Grande. Luego se sucedieron distintas iniciativas individuales a lo largo de la primera mitad del siglo XX, como las de los Ingenieros Juan Smith, Maurice Mollard, Humberto Gamberale y Francisco Mermoz, hasta llegar a la firma del Convenio de 1946 para el aprovechamiento de los rápidos del río Uruguay en la zona del Salto Grande, una cascada existente a esa altura del río.

### Línea de tiempo
En 1919 El Gobierno Argentino encomendó a la Dirección General de Navegación y Puertos el estudio del aprovechamiento hidroeléctrico de las caídas de Salto Grande. Los ingenieros Humberto Gamberale y Francisco Mermoz publicaron en 1928 un informe fundado en el Proyecto Mollard, incluyendo estudios técnicos sobre las variables del caudal hídrico y presupuestos para la transmisión de energía entre otras cuestiones. En 1936 Bernardino Horne presentó un proyecto de Ley ante la Cámara de Diputados argentina cuyos cuatro objetivos fundamentales eran la navegación, el aprovechamiento de energía eléctrica, la irrigación y el control de los efectos de las crecientes.

En 1938, el 13 de enero se firmó un Acta entre ambos Gobiernos, cuyo artículo 5º reza: “Conceptuando de interés común el aprovechamiento de la fuerza hidráulica del río Uruguay para ambos países, acuerdan promover la designación de una Comisión Técnica Mixta Argentino-Uruguaya que informará a la brevedad posible a ambos gobiernos para los efectos de su realización”.

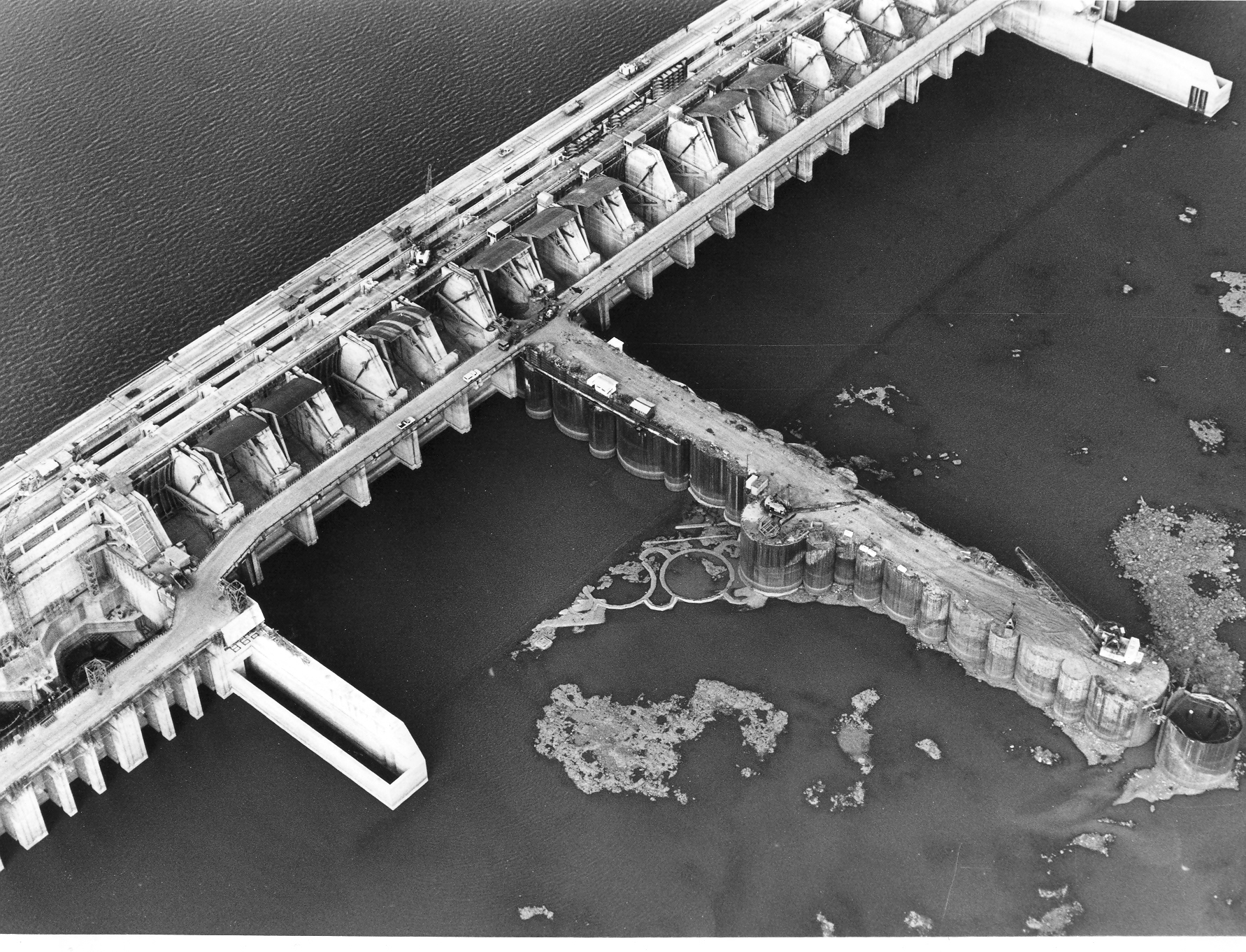
Construcción del dique de concreto.

El 30 de diciembre de 1946 se firmó el Convenio entre ambos países. Su Artículo 2º expresa:

“Las Altas Partes Contratantes acuerdan designar y mantener una Comisión Técnica Mixta compuesta con igual número de delegados por cada país, la que tendrá a su cargo todos los asuntos referentes a la utilización, represamiento y derivación de las aguas del Río Uruguay.”

La finalidad de ese Convenio era la obtención del mayor beneficio de las disposiciones naturales que ofrecen los rápidos del Río Uruguay, en la zona de Salto Grande, para el desarrollo económico, industrial y social de ambos países y, con el fin de mejorar la navegabilidad, aprovechar sus aguas para la producción de energía y facilitar la vinculación de sus comunicaciones terrestres, así como cualquier otro objeto que, sin menoscabo de los anteriores propósitos, concurra al enunciado beneficio común.
En 1956 nació en el Comité Central Pro Aprovechamiento Hidráulico del río Uruguay, el cual cambió de nombre hasta finalmente llamarse “Comité Popular Pro Represa de Salto Grande”.
El 13 de agosto de 1958, el Parlamento uruguayo ratificó el Tratado de 1946. El 7 de abril de 1961 se firmó el Tratado de Límites en el río Uruguay, entre la República Oriental del Uruguay y la República Argentina. El 23 de diciembre de 1965 la Cámara de Senadores del Uruguay convirtió en ley de ambas naciones el Tratado y abrió las puertas para las obras magnas que se levantaron en los años venideros.

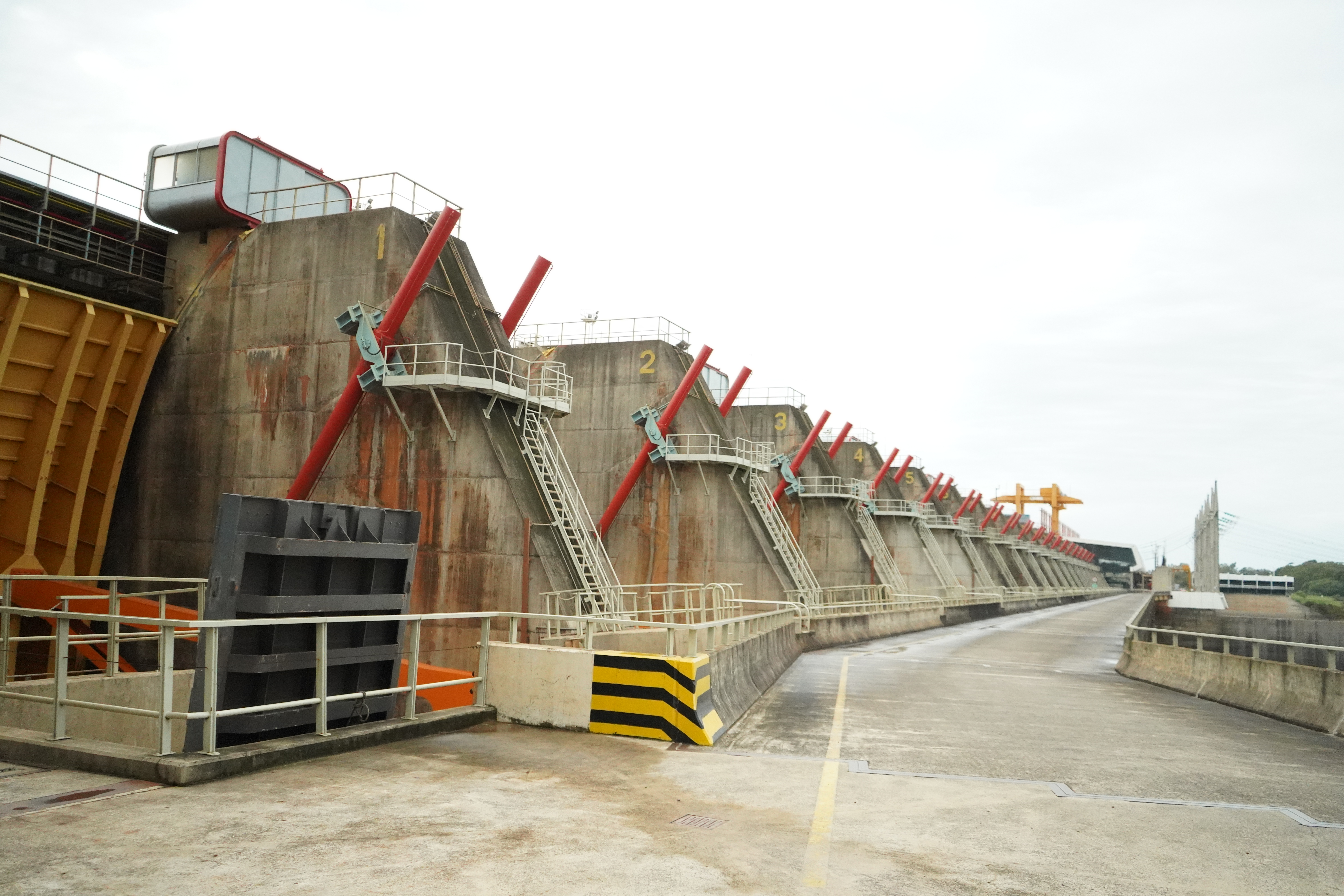
Compuertas y Puente de Servicio del Complejo Hidroeléctrico

En 1973 el presidente argentino, Juan Domingo Perón anunció en Montevideo, al firmar el Tratado de Límites del Río de la Plata que se construiría la represa a partir del año siguiente. El 1 de abril de 1974, comenzó la construcción del Complejo Hidroeléctrico de Salto Grande.
El 21 de junio de 1979 se conformó el lago-embalse y la primera de las catorce turbinas comenzó a generar energía eléctrica. El 25 de agosto de 1982 se inauguró el Puente Internacional que conecta la República Argentina con la República Oriental del Uruguay. El 27 de mayo de 1983 se puso en funcionamiento el último hidrogenerador y, de esta manera, quedó oficialmente inaugurada la Obra de Salto Grande. En 1994 Se completó el pago de las obras para la construcción del Complejo.
En 2002 se inauguró el Museo y Centro Cultural de Salto Grande, en el que se exponen todas las piezas y objetos relativas a la construcción del Complejo Hidroeléctrico. En 2003 Se integraron los Sistemas de Gestión de Calidad y Ambiental.

## Características
El Complejo Hidroeléctrico Salto Grande está formado por una presa central de hormigón de 852 metros de largo y dos presas de tierra, una de 786 metros en la margen uruguaya y otra de 849 metros en la argentina, al tratarse de una presa mixta. 
La capacidad total de evacuación -cantidad máxima de agua que puede pasar por la estructura de la represa- es de 61.560 m3/s Pero por el vertedero, pasan más de 58.000 m3/s
El caudal histórico del río es de 4.700 m3/seg, siendo la capacidad de turbinado de Salto Grande de unos 8.400 m3/s, cuando se supera este caudal, es necesario abrir los vertederos para evacuar el excedente.
La represa cuenta además con dos escalas de peces con esclusas automáticas. En la parte superior de la represa, se encuentra el Puente Internacional Ferro-vial que une las ciudades de Salto y Concordia.

### Obra civil

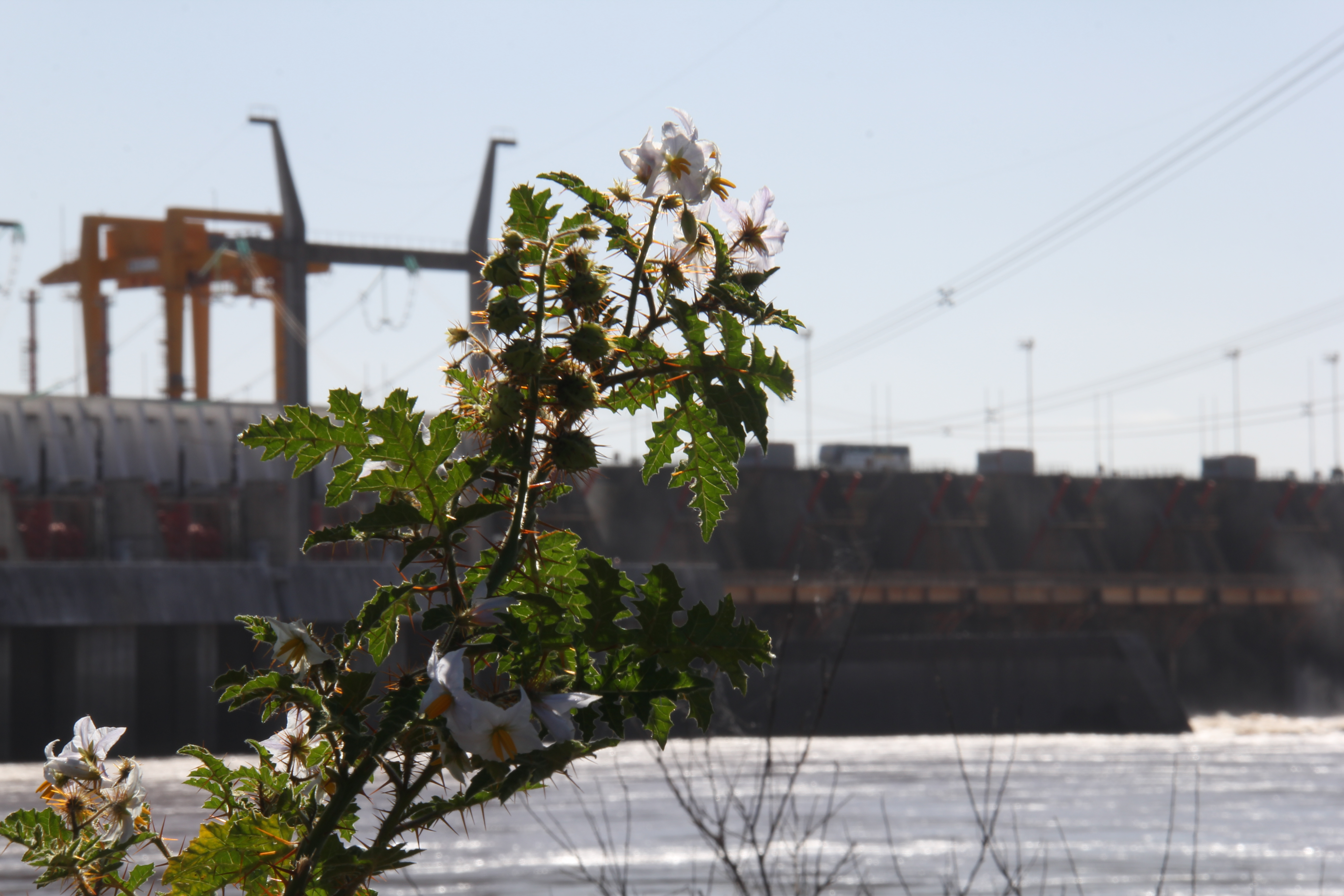
Panorámica desde el margen argentino.

La obra civil incluye una represa de 69 metros de altura desde su fundación y 39 metros sobre el nivel del río que forma un lago-embalse de 78.300 hectáreas, dos salas de máquinas interconectadas, y un puente internacional, vial y ferroviario. Además cuenta con una extensa red de transmisión eléctrica que alimenta la demanda energética del Uruguay y del litoral argentino y completa la interconexión entre los sistemas eléctricos de ambos países.

Para su construcción se utilizaron 60 000 toneladas de hierro y 1500 000 m³ de hormigón.

#### Vertedero
El Complejo tiene un vertedero central de 361 metros de largo cuya función es evacuar el agua no utilizada para la generación. Su capacidad máxima de descarga es de aproximadamente 60.000 m3/s
El vertedero es una gran estructura de hormigón, formada por diecinueve vanos o ventanas que se utilizan para evacuar los caudales de aporte cuando los mismos superan los niveles que pueden pasar por las turbinas. Cada uno de los vanos cuenta con una compuerta radial destinada a regular la cantidad de agua que se moviliza río abajo, que se acciona con servomotores desde el Centro de Operaciones.

#### Escala de Peces
La represa cuenta con Escalas de Peces que son mecanismos que vinculan el río con el embalse, permitiendo a los peces que se trasladan aguas arriba ascender a través de una columna de agua. Salto Grande utiliza escalas tipo Borland que son conductos inclinados adaptados para salvar desniveles de agua superiores a los 20 metros. Las escalas funcionan manual o automáticamente e intervienen cuatro etapas en un ciclo que dura 45 minutos. La primera es la apertura de las dos compuertas, una aguas arriba y otra aguas abajo, que al ingresar el agua genera en el río corrientes que orientan a los peces a seguir el flujo e ingresar a la escala. En la segunda, se cierran las compuertas, los peces están dentro de los conductos e ingresa más agua desde el embalse. Como tercera etapa, se nivela el agua de la escala y del embalse, se activa una válvula mariposa ubicada en la compuerta inferior y un flujo de agua orienta la salida de los peces hacia el lago. Y como cuarta y última etapa se vacía la escala.

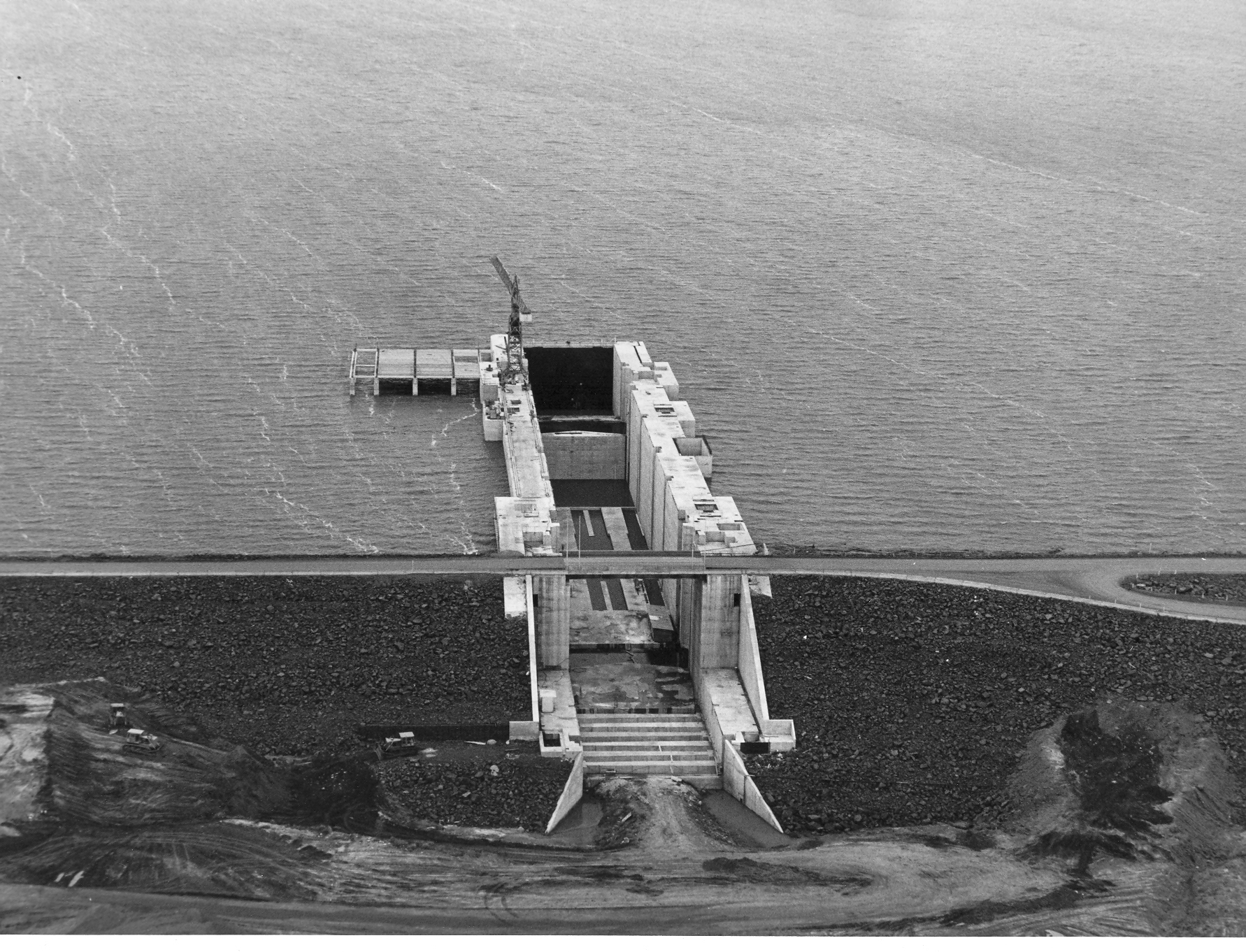
Esclusa de Navegación en construcción

#### Esclusa de Navegación

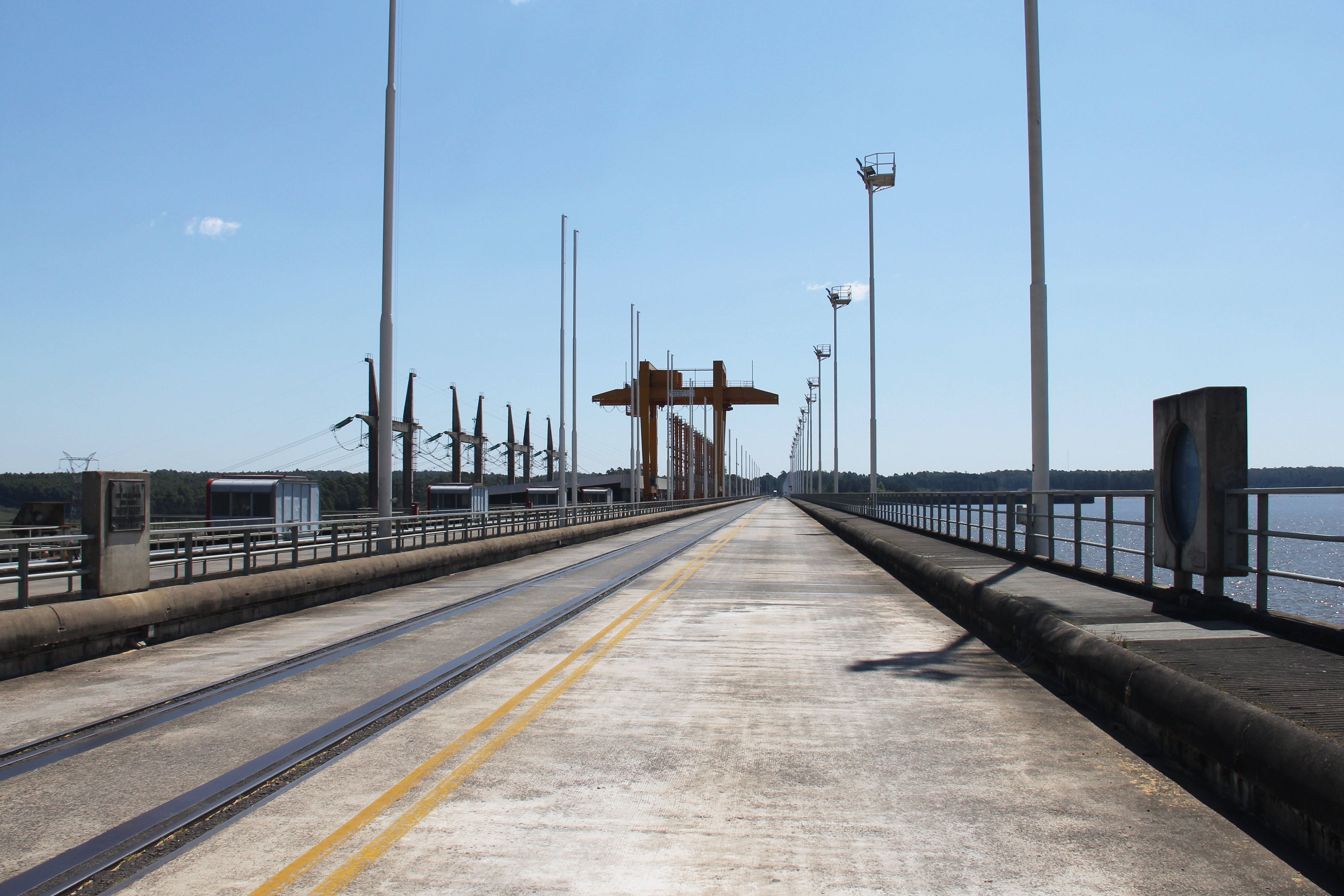
Puente Internacional de Salto Grande

El proyecto de navegación del río Uruguay prevé el funcionamiento de un canal (de 13 km y un calado de 9 pies) y dos esclusas de navegación. Se trata de una obra hidráulica que permitiría vencer pronunciados desniveles de agua (33 metros), elevando o descendiendo los navíos, como un ascensor, accediendo a la navegación.
El Complejo Hidroeléctrico de Salto Grande presenta una esclusa de navegación inconclusa pero el propósito es prolongar la navegabilidad del río Uruguay en 144 km aguas arriba de Concordia y Salto, trasponiendo la presa hasta Bella Unión (Uruguay) y Monte Caseros (Argentina) para embarcaciones de hasta 9 pies de calado.

#### Puente Internacional
A 39 metros sobre el nivel del río se encuentra el Puente Internacional Ferro-vial Salto Grande que une las ciudades de Salto (Uruguay) y Concordia (Argentina) y conecta los sistemas ferroviarios de Argentina, Uruguay y Paraguay.

## Embalse
El área del embalse abarca 783 km² y su volumen es de 5500 hm³, tiene una longitud de 140 km y la caída de agua para generación óptima es de 25,3 m. El caudal medio es de 4622 m3/s. Sus máximos son: anchura 9 km, 35 metros de profundidad (media 6,4 m). Tiene 1190 km de perímetro y el área de la cuenca es de 224.000 km² 
El Caudal del río Uruguay en la zona:
- medio (serie histórica) 4622 m³/s
- máximo registrado (desde 1898) 37.714 m³/s (09/06/92)
- mínimo registrado (desde 1898) 109 m³/s (03/02/45)
- Capacidad total de evacuación de la obra 64.000 m³/s

## Producción de energía

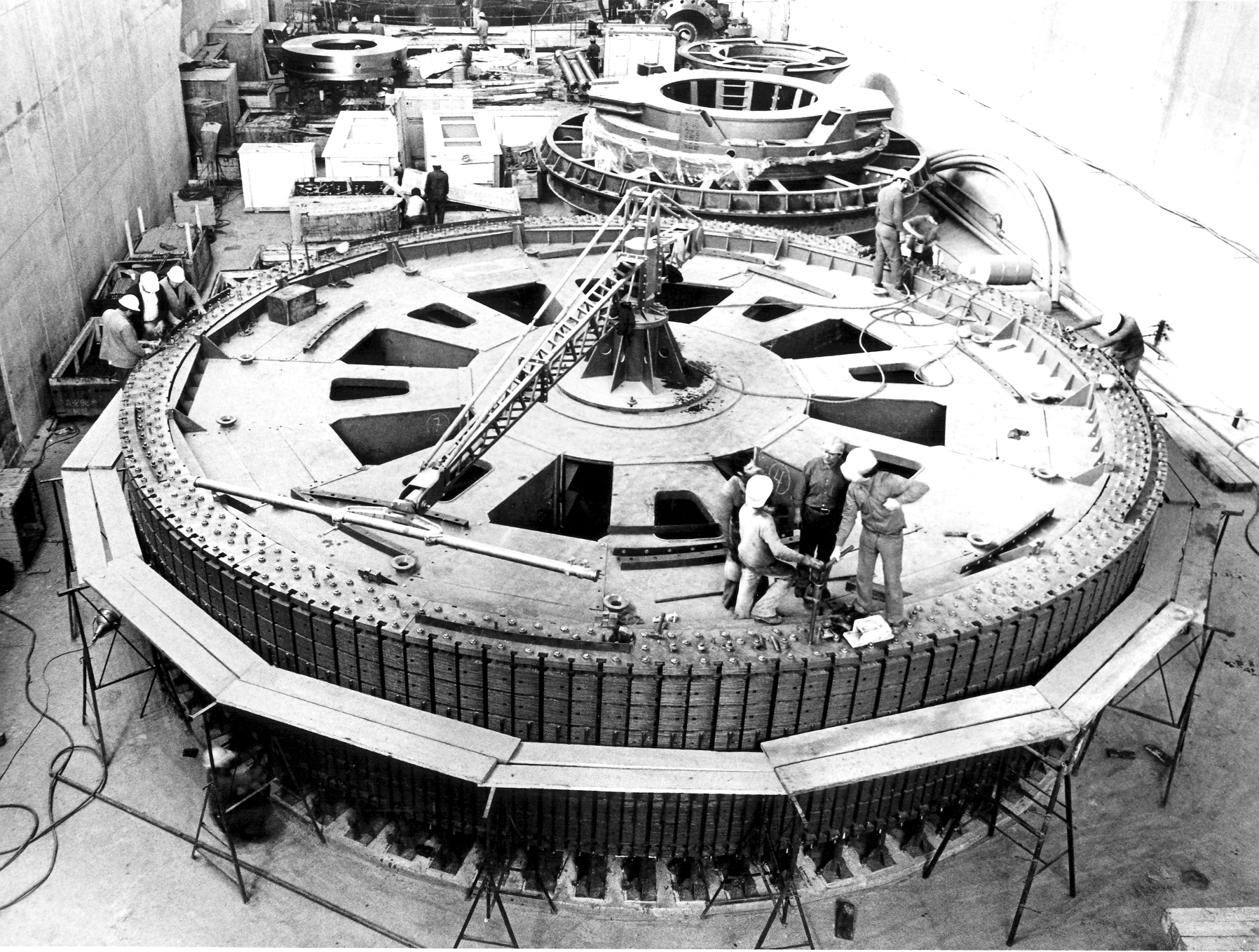
Instalación de Unidad Hidrogeneradora.

El Complejo Hidroeléctrico de Salto Grande posee catorce unidades hidrogeneradoras con turbinas Kaplan y cada una tiene 135 MW de potencia. Se obtiene, de esta manera, un total de potencia instalada de 1.890 MW, con un promedio de generación media anual de diseño de 6.700 GWh.
- Potencia total instalada: 1890 MW

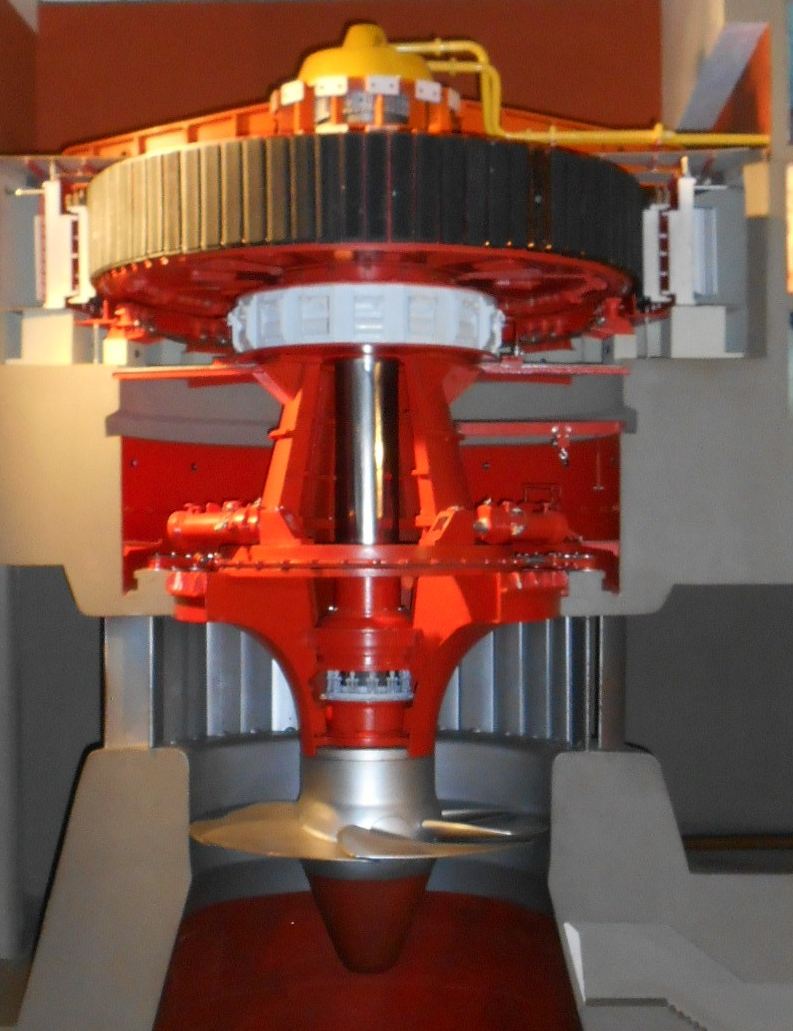
Modelo de turbina ubicada en la represa de Salto Grande.

- Capacidad media anual de generación (1979 - 2016): 8546 GWh
- Potencia nominal instalada por generador: 135 MW
- Tensión de Transmisión: 500kV
- Tensión de salida del generador: 13,8 kV
- Diámetro del rotor: 13,50 m
- Diámetro de cada turbina: 8,5 m, 6 palas por turbina
- Potencia nominal por turbina: 187.500 cv
- Velocidad de rotación: 75 rpm

### Salas de Máquinas
Son dos salas de máquinas cubiertas y simétricas ubicadas a ambos lados del vertedero, con una longitud total de 236 metros y una altura de 69 metros desde sus fundación, en las que se alojan las catorce unidades hidrogeneradoras, repartidas siete en cada una de ellas.

#### Compuerta de Toma
Están compuestas por tres vanos que efectúan el corte del flujo de agua a la turbina. Son de accionamiento hidráulico, es decir que cuando la unidad está lista para arrancar permanecen abiertas. Se cierran cuando alguna medida de seguridad de algún permiso de trabajo lo requiera y también se bajan por protección (como seguridad se corta el flujo de agua a la turbina). El descenso hasta su posición cerrada demora 1 minuto. Llevarla de la posición cerrada a posición de apertura total demora 1 hora.

#### Transformadores Principales
Son los encargados de elevar la tensión y de bajar las corrientes de generación. Son monofásicos de procedencia japonesa, ucraniana y española. Tres transformadores forman un banco a donde llega la energía de dos generadores.

#### Centro de Operación Unificado

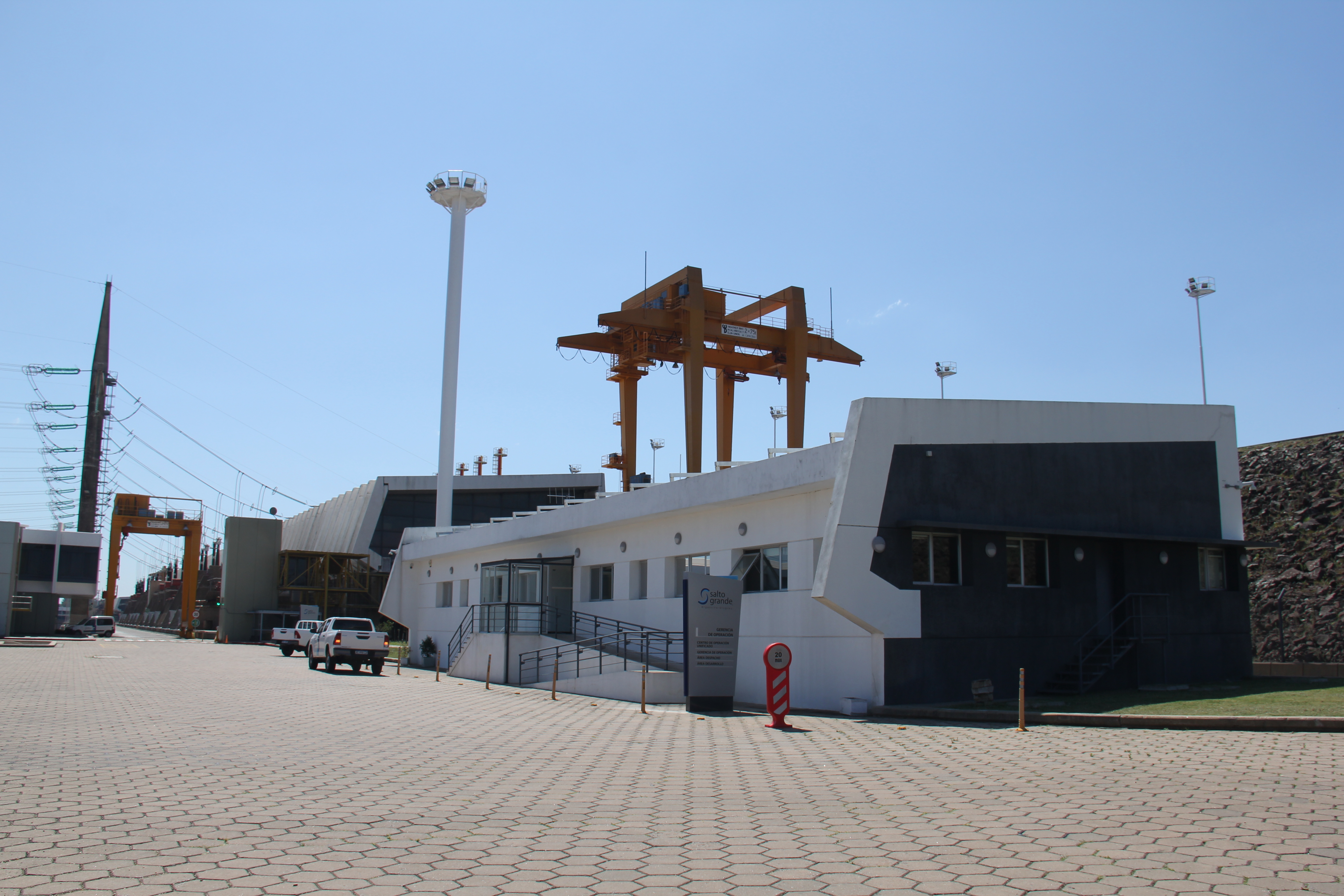
Centro de Operación Unificado (COU)

Salto Grande posee un Centro de Control, desde donde se supervisa y centraliza toda la información para el manejo de la energía del complejo hidroeléctrico, la Central y el sistema de transmisión con sus estaciones transformadoras.
En el año 2009 se renovó el sistema supervisor con un equipamiento de avanzada tecnología que permite realizar la supervisión, control y comando de todas las variables del complejo.

#### Redes Hidrometeorológicas
El Complejo cuenta con un sistema de alerta que posibilita optimizar la operación del sistema eléctrico. Analiza diariamente la situación de la cuenca, la información sobre precipitaciones y caudales o realizando pronósticos de los caudales que circularán en el río durante los próximos días. 
El comportamiento del río, la baja capacidad de almacenamiento del lago y las especiales características hidrológicas de la cuenca han hecho necesario, a los fines de poder realizar un adecuado pronóstico de caudales, contar con una red hidrometeorológica. La misma está compuesta por 158 estaciones convencionales y 58 estaciones automáticas que permiten conocer la ocurrencia de eventos, precipitación y variación de la altura de los ríos.

## Generación
Las turbinas convierten el permanente movimiento de las aguas del río en energía hidroeléctrica, la que luego es transportada hacia las Subestaciones.

La Central está equipada con catorce unidades hidrogeneradoras accionadas por turbinas Kaplan.

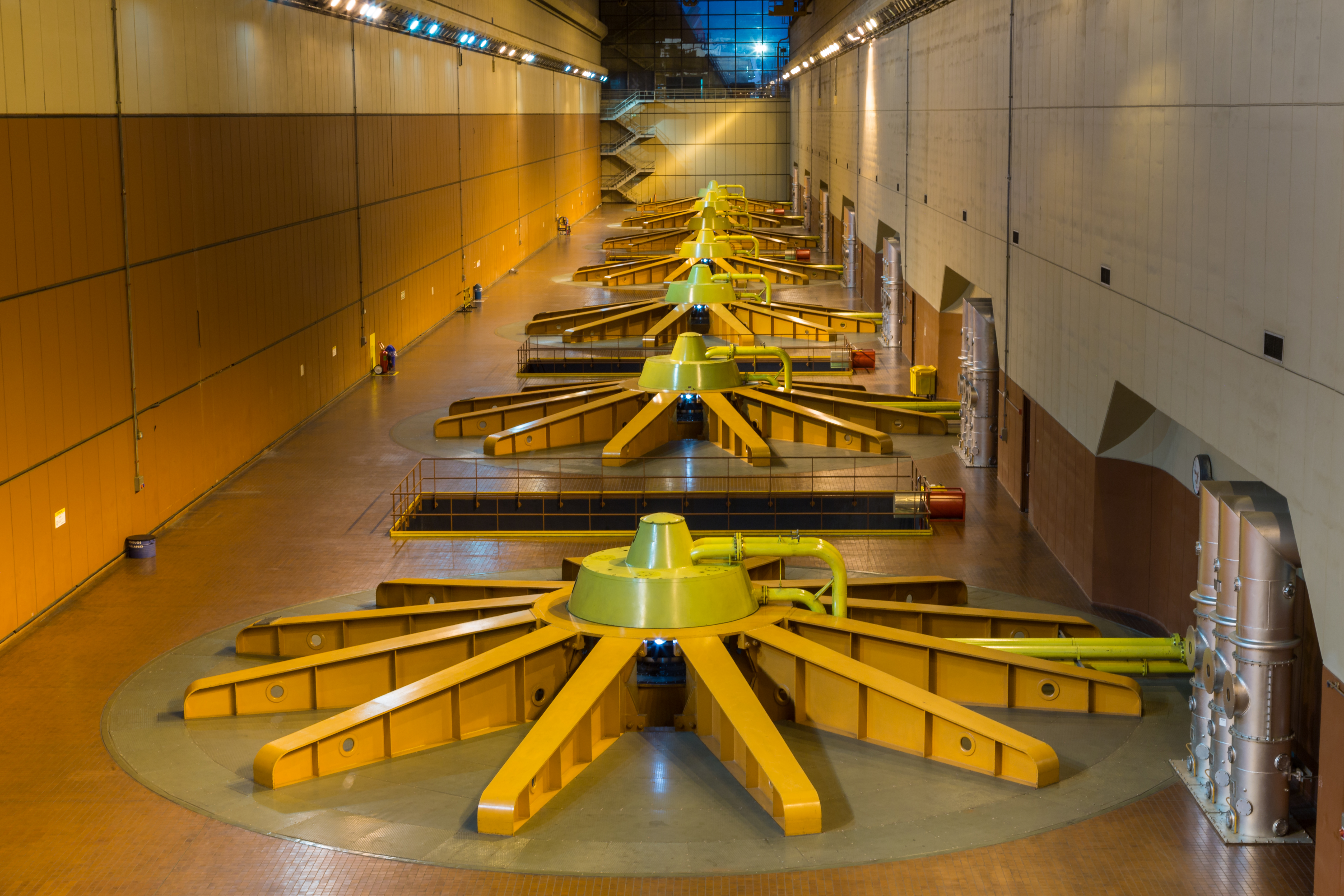
Unidades hidrogeneradoras.

Salto Grande es uno de los pilares de las operaciones de emergencia del sistema eléctrico interconectado. En caso de exceso hidráulico aportado por la cuenca del río Uruguay se hace uso del vertedero, ubicado en la parte central de la represa, para dejar pasar el agua que no es posible turbinar.
La Gerencia de Generación tiene a cargo el mantenimiento de los equipos y sistemas principales y auxiliares que producen la energía en el Complejo Hidroeléctrico de Salto Grande. Además de las tareas cotidianas, denominadas “mantenimiento fuera de estiaje”, implementa programas anuales para la conservación óptima del funcionamiento esperado del equipamiento, en especial de las unidades hidrogeneradoras. Estos procedimientos se vienen llevando a cabo desde 1978 y fueron incluidos en los protocolos de las normas ISO 9001:2008 - 14.001:2004 a través del Sistema Integrado de Gestión (SIG).
Caudal Ideal
Desde el punto de vista energético, lo ideal sería que el río Uruguay tuviera un caudal de 8.300 m3/s constantes. Así sucedió en octubre de 2009, el caudal fue óptimo y hubo récord de producción. Cuando el caudal es inferior desciende la producción energética y pueden producirse sequías, con lo cual las poblaciones ribereñas que consumen agua del río pueden resultar afectadas. Si el caudal es superior, es necesario abrir el vertedero. Para producir energía, por las máquinas pasan 8.400 m3/s o, en condiciones de sobrecarga es de 9.000 m3/s.
Lo que sale por el vertedero produce un aumento del nivel del río aguas abajo y, por consiguiente, una disminución del salto de agua entre el nivel aguas arriba y aguas abajo, dando como resultado una reducción de la potencia de la Central. En definitiva, tanto mucha como poca agua es perjudicial para las poblaciones ribereñas y para el sistema hidroeléctrico.
Producción
En los 39 años transcurridos (1979 al 2017) se ha generado un total de 317.315 GWh. La participación de Salto Grande en el año 2017 ha contribuido con el 4 % para el cubrimiento de la demanda en Argentina y con el 44% en Uruguay.
El promedio de generación energética media anual de 1983 (año con las 14 unidades disponibles) a 2017, es de 8.592 GWh, ubicándose un 28 % por encima de la energía prevista originalmente en el diseño, que era de 6.700 GWh. El año de mayor producción del recurso energético fue 2014, en el que se obtuvieron 11.305 GWh. Solamente durante los años 1980, 1981, 1988, 1991, 1995, 2004, 2006, 2008 y 2012, la energía obtenida estuvo por debajo de la de diseño.
La gestión de operación, la permanente mejora de pronóstico, la capacidad de las instalaciones con elevados y oportunos índices de disponibilidad y una adecuada comercialización, han permitido obtener una buena utilización de la hidraulicidad registrada, llevando a la prosecución de uno de los objetivos de Salto grande: aprovechar al máximo el recurso hidráulico en el marco del respecto a los usos del agua establecidos en el Convenio de 1946.
Suministro a las Redes Nacionales
El Complejo Hidroeléctrico de Salto Grande suministró hasta 2017 inclusive, 187.154 GWh a la red eléctrica argentina y 122.615 GWh a la uruguaya, totalizando un suministro de 309.769 GWh. Desde el inicio de la explotación hasta el año 2017 inclusive, las horas de funcionamiento de las unidades fue de 3.045.663.

## Transmisión
Sistema de Transmisión
Se encuentra formado por cuatro Subestaciones de extra alta tensión (500 kV) interconectadas entre sí, conformando el “cuadrilátero” de Salto Grande. La red se organizó en forma de cuadrilátero (llamado así por la semejanza que tiene con esa figura geométrica), y también se lo conoce como “anillo”. Los cuatro vértices de este sistema de transmisión binacional son las Subestaciones, que se encuentran ubicadas dos en el predio de la Central Hidroeléctrica que conforman los vértices superiores, una en Colonia Elía (Argentina) que concuerda con el vértice inferior izquierdo y una en San Javier (Uruguay) que concuerda con el vértice inferior derecho.
Desde el Centro de Control Unificado, ubicado en la margen izquierda del complejo, el anillo cuenta con un sistema de comunicaciones para efectuar las tareas de medición, protección y mando a distancia en las cuatro Subestaciones. Las restantes líneas y Subestaciones fueron transferidas para su explotación a Usinas Transmisiones Eléctricas (UTE), de la República Oriental del Uruguay y a la Compañía de Transporte de Energía Eléctrica en Alta Tensión Transener S.A. (TRANSENER) de la República Argentina.
Las salidas del anillo hacia las redes de Argentina y Uruguay, ya sea en 500, 150 o 132 kV, constituyen las fronteras físicas entre Salto Grande y sus clientes de Argentina y Uruguay. Allí se realiza el registro de energía para la facturación mediante el Sistema de Medición Comercial (SMEC). Esta es una de las actividades de Salto Grande que en los mercados eléctricos es remunerada.

## Reparto binacional
Por tratarse de una represa binacional la energía de Salto Grande se divide por partes iguales para la Argentina y Uruguay. No obstante ello, el volumen de energía que llega a cada país no representa lo mismo teniendo en cuenta las diferencias poblacionales. Por esta razón, la energía de Salto Grande cubre en promedio el 7% de la energía consumida por Argentina y el 53% de la demanda energética uruguaya.
El reparto se realiza de la siguiente manera: Salto Grande entrega el 50% de su generación al sistema argentino, representado por CAMMESA (Compañía Administradora del Mercado Mayorista Eléctrico Sociedad Anónima), y la otra mitad al sistema uruguayo, administrado por ADME (Administración del Mercado Eléctrico). La programación de energía se realiza semanalmente. La Represa calcula cuánta energía está en condiciones de producir en ese lapso y esa oferta es puesta a disposición de CAMMESA y ADME que toman la energía en función de la demanda de cada país. Ambos despachos pueden guardar energía en el embalse o consumir una parte de acuerdo a sus necesidades. Habitualmente se genera toda la energía ofrecida.
Cuando hay un excedente de agua, porque la demanda de energía es inferior a la oferta, si las condiciones del río y del embalse lo permiten, el agua puede guardarse en el lago, de lo contrario, es necesario volcar el excedente por el vertedero. La encargada de establecer cuánto se puede verter manteniendo las condiciones de seguridad en cuanto a la erosión de costas aguas abajo, es el Área de Hidrología.

### Importación y Exportación con Brasil
En sus comienzos, por el anillo de Salto Grande sólo se efectuaban transacciones de energía entre Argentina y Uruguay. En 1996, se suma a esta interconexión la República Federativa de Brasil mediante dos líneas de 500 kV entre Yacyretá (Argentina) y Garabí (Brasil). Esto permite las transacciones de compra y venta entre los tres países.

## Museo de Salto Grande
Abrió sus puertas el 21 de septiembre de 2002, teniendo como unos de sus principales objetivos exhibir de forma estable el patrimonio institucional, así como rescatar el patrimonio arqueológico de Salto Grande. Atesora una colección fotográfica desde sus orígenes hasta la actualidad, exposiciones de maquinarias y elementos utilizados en el proceso de construcción y explotación del complejo hidroeléctrico.
Ofrece un espacio de exposición para que los artistas plásticos de la región puedan trascender a través de sus instalaciones. Las exposiciones de muestras plásticas se realizan periódicamente, conjugándose de esta manera el arte y la tecnología.
Se realizan visitas guiadas por la obra acompañados por personal especializado, quien pone a disposición del público un video institucional del funcionamiento del Complejo Hidroeléctrico.